# Serra d'Agudells
La Serra d'Agudells és una serra situada als municipis de Barcelona a la comarca del Barcelonès i Sant Cugat del Vallès a la comarca del Vallès Occidental, amb una elevació màxima de 448,6 metres.